# Digne-les-Bains
Digne-les-Bains (také pouze Digne; okcitánsky /vivaro-alpin/: [ˈdiɲɔ], psáno Dinha nebo Digno) je město ve Francii. Leží na úpatí Alp; v regionu Provence-Alpes-Côte d'Azur a je správním střediskem départementu Alpes-de-Haute-Provence. Má 17 600 obyvatel (rok 2005), kteří se nazývají Dignois. Městem protéká řeka Bléone.
Město se 25. června 1988 oficiálně přejmenovalo na Digne-les-Bains („Lázně Digne“), přesto je často nazýváno svým původním kratším názvem Digne.

## Historie

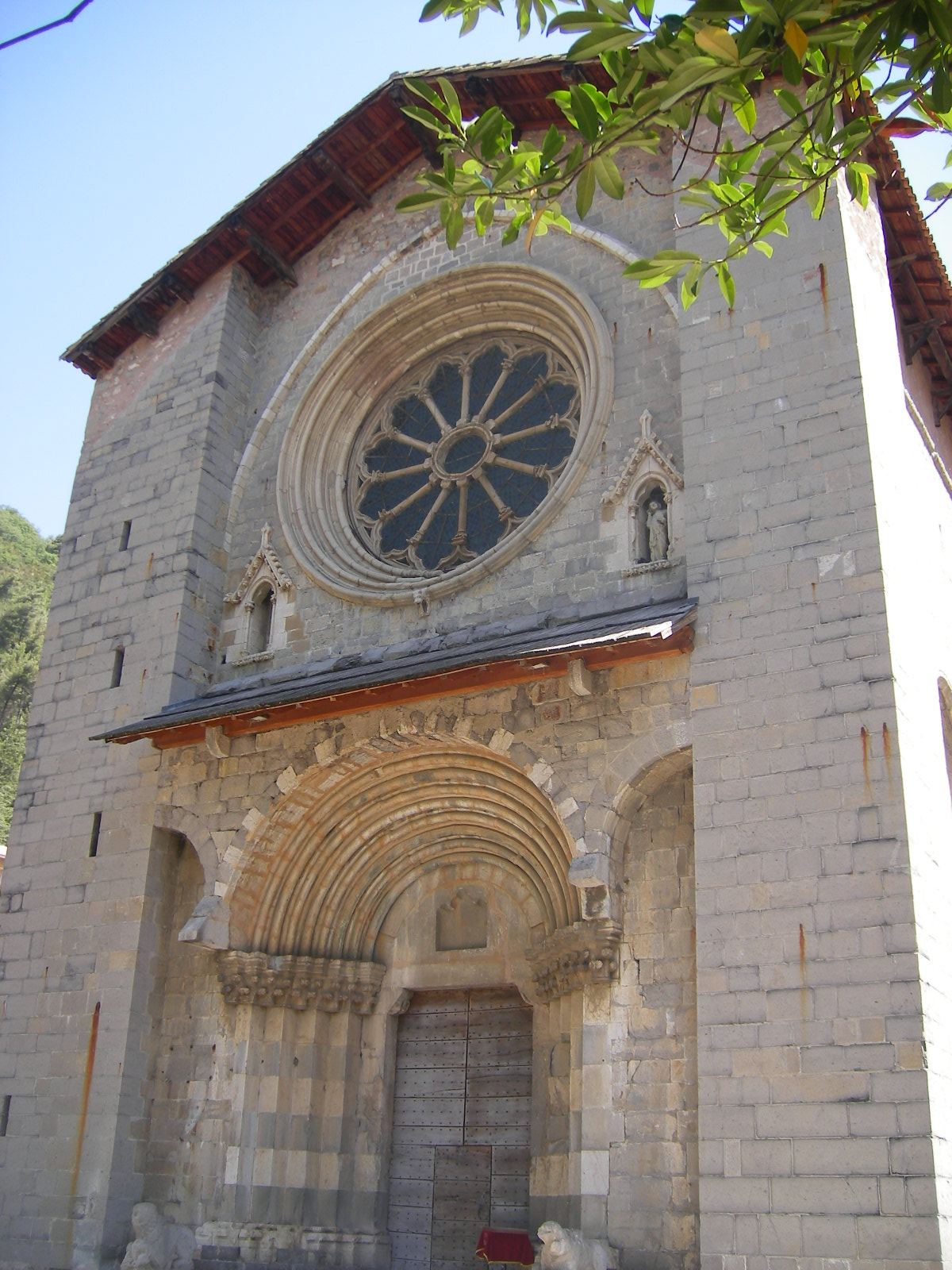
Katedrála Panny Marie Bourgské

Oblast dnešního Digne-les-Bains byla osídlena již v pravěku. Přítomnost tří řek (Bléone, Mardaric a Eaux-Chaudes) dále napomohla rozvoji města v rané fázi historie. V římské éře byla Dinia známá a ceněná pro své zdroje termálních vod. Dinia byla tehdy centrem galského kmene Brodiontiů (jak napsal Plinius mladší).
Křesťanství se do Digne dostalo ve druhé polovině 4. století. Město se záhy stalo sídlem biskupa a  stejnojmenné diecéze. Prvním historicky známým biskupem byl Pentadius, který se roku 506 zúčastnil koncilu v Agde.
V 6. století bylo Digne opevněno, aby dokázalo čelit invazi barbarů během stěhování národů.
V 16. a 17. století muselo Digne čelit protestantským útokům během náboženských válek. V roce 1629 Digne postihla epidemie moru (počet obyvatel klesl z 10 000 na 1 500), která se navíc roku 1631 vrátila.
Během velké francouzské revoluce bylo Digne regionálním střediskem stoupenců jakobínů. V roce 1851, po puči Napoléona III. z 2. prosince, byla v Digne vytvořena prozatímní revoluční vláda.
Za 2. světové války bylo Digne okupováno německou armádou. Osvobozeno bylo 19. srpna 1944 americkou 36. pěší divizí z Texasu s přispěním francouzského odboje.

## Pamětihodnosti
Ve městě se nachází řada historických památek, mezi nimi 2 katedrály:
- románská Katedrála Panny Marie Bourgské (Cathédrale Notre-Dame-du-Bourg) z 9. století. V následujících staletích byla značně poškozena a zrenovována na počátku 13. století. Oltář z bílého mramoru pochází z éry Merovejců.
- gotická Katedrála svatého Jeronýma (Cathédrale Saint-Jérôme) z 15. a 16. století; fasáda je ze století 19. Dnes slouží jako sídlo biskupa.

Kromě toho se v Digne nacházejí turisticky zajímavé pozůstatky rozsáhlého historického opevnění a 4 muzea: Musée de la Réserve géologique de Haute-Provence se zahradou s motýli; Musée municipal s expozicí věnovanou archeologii a malířství; Centre d’art contemporain a Musée de la Seconde Guerre mondiale.

## Ekonomika
Ekonomika Digne-les-Bains se opírá především příjmy z turistického ruchu. Místní podmínky a velmi čisté životní prostředí napomáhájí jak rozvoji turistiky, tak i lázeňství – v údolí říčky Eaux-Chaudes se nacházejí horké prameny radioaktivních, síranových, chlorobromových, arsenikových aj. vod. V moderních lázních v Digne-les-Bains se léčí pacienti s revmatickými a respiračními potížemi.
V Digne-les-Bains také sídlí Obchodní a průmyslová komora départementu Alpes de Haute-Provence.

## Vývoj počtu obyvatel

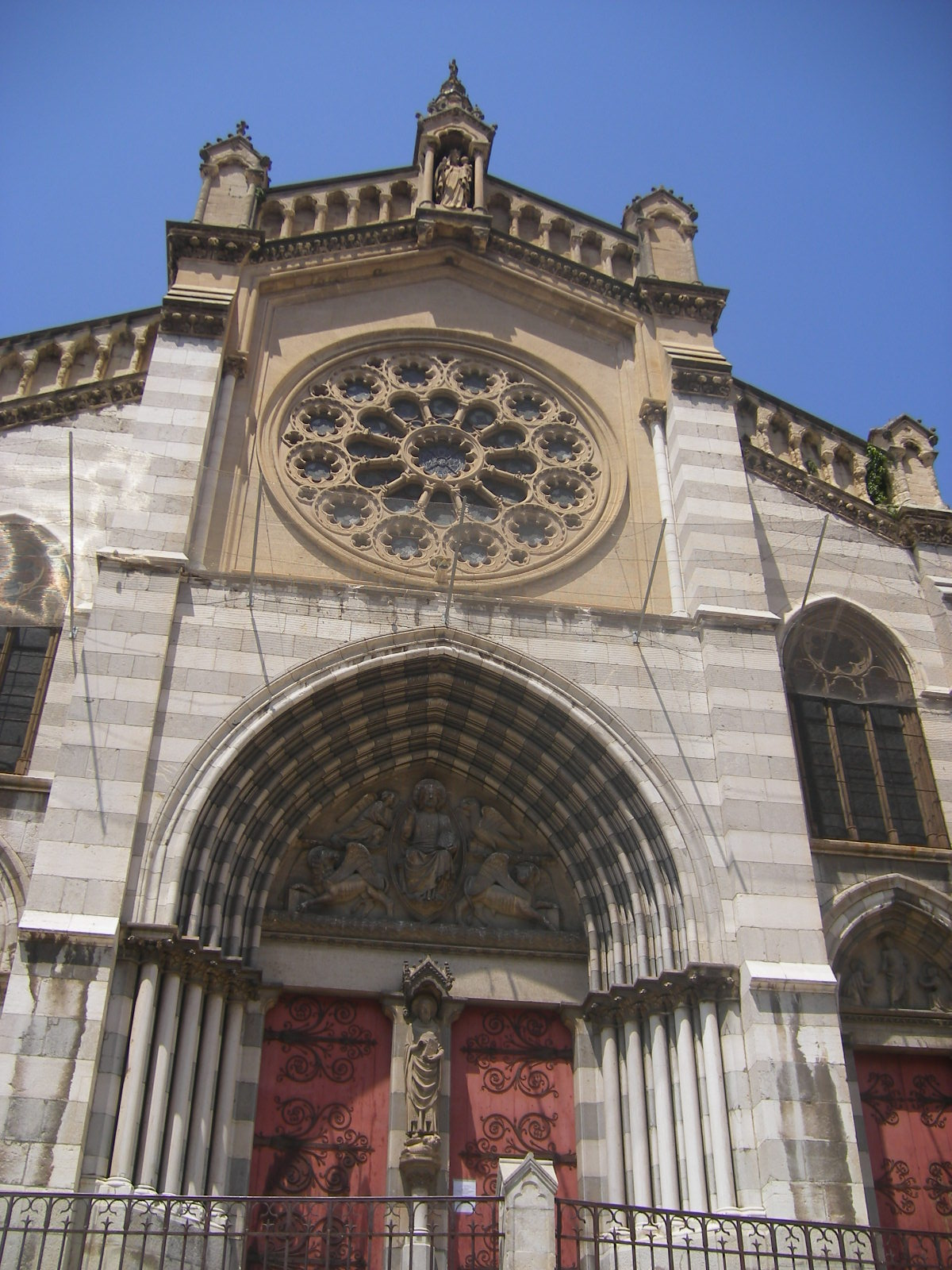
Katedrála svatého Jeronýma

## Sport
V roce 2006 bylo Digne-les-Bains vyhlášeno nejsportovnějším městem Francie (v kategorii do 20 tisíc obyvatel) francouzskými sportovními novinami L'Équipe. Sportovní objekty v Digne-les-Bains zabírají celkovou plochu 175 563 m² a počet registrovaných členů sportovních klubů dosahuje podílu 70,8 % ze všech obyvatel města (tj. celkem více než 11 tisíc).
Pro sportovní vyžití nabízí Digne-les-Bains téměř 130 km značených cyklostezek a golfové hřiště v nadmořské výšce 600 m n. m.

## Partnerská města
- Bad Mergentheim, Německo
- Borgomanero, Itálie
- Duma, Libanon